# مرکز ورزشی المپیک چانگژو
مرکز ورزشی المپیک چانگژو (به لاتین: Changzhou Olympic Sports Centre) یک سالن سرپوشیده در چین است که در چانگژو واقع شده‌است.